# Sighu
Le sighu ou sigu est une langue bantoue menacée, sans papiers, parlée au Gabon.